# Radikálově-nukleofilní aromatická substituce
Radikálově-nukleofilní aromatická substituce (také nazývaná SRN1 reakce) je organická substituční reakce, při které je substituent navázaný na aromatické jádro nahrazen nukleofilem a v průběhu reakce vznikají radikály.
Původním substituentem bývá halogenid a jako nukleofil lze použít amid sodný, alkoxid nebo uhlíkatý nukleofil, například některý enolát. Od běžné nukleofilní aromatické substituce se tento druh reakce liší tím, že na aromatické jádro nemusí být navázána deaktivující skupina.
Radikálově-nukleofilní aromatické substituce popsali v roce 1970 Joseph F. Bunnett a Jhong Kook Kim. Tento druh reakce se označuje zkratkou SRN1 (substituce radikálově-nukleofilní jednomolekulární) a má podobné vlastnosti jako alifatická SN1 reakce. Příkladem je Sandmeyerova reakce.

## Mechanismus
Na začátku radikálově-nukleofilní aromatické substituce arylhalogenid 1 přijme elektron od radikálového iniciátoru a vytvoří tak radikálový anion 2. Ten se přemění na arylový radikál 3 a anion halogenidu. Arylový radikál zreaguje s nukleofilem 4 za tvorby nového radikálového aniontu 5, z něhož se přesunou elektrony na nově vytvořený arylhalogenid 6; může také dojít k odštěpení jednoho z protonů z meziproduktu 7, po kterém vznikne aren 8.
Objev nového druhu nukleofilní aromatické substituce, do které se zapojují radikály, byl vyvolán srovnáním produktů reakce arylchloridu a aryljodidu při reakci s amidem draselným. Reakce chloridu probíhá přes arynový meziprodukt:
Izomery 1a a 1b vytvářejí stejný aryn 2, který dále reaguje s aniliny 3a a 3b v molárním poměru 2:3.
Nahrazení chloridového substituentu 1,2,4-trimethylbenzenu jodidovým vedlo k výrazné změně ve složení produktů: